# Bombylius femoralis
Bombylius femoralis är en tvåvingeart som beskrevs av Mario Bezzi 1924. Bombylius femoralis ingår i släktet Bombylius och familjen svävflugor.
Artens utbredningsområde är Etiopien. Inga underarter finns listade i Catalogue of Life.